# Lyoto Machida
Lyoto Machida (* 30. Mai 1978 in Salvador da Bahia) ist ein brasilianischer Mixed-Martial-Arts-Kämpfer.
Machida wurde in Brasilien als Sohn eines japanischen Brasilianers geboren, der Karatelehrer war. Machidas hauptsächlich ausgeübte Kampfkunst ist Karate, darüber hinaus beherrscht er Brazilian Jiu-Jitsu, Judo und Sumo.
Sein MMA-Debüt hatte Machida am 2. Mai 2003 an einer Veranstaltung der japanischen Wrestling-Liga New Japan Pro-Wrestling in Tokio, wo er seinen Gegner Kengo Watanabe besiegte. Nach einem Sieg über Stephan Bonnar an der Jungle Fight 1 am 13. September 2003 in Manaus, fügte er am Inoki Bom-Ba-Ye Festival 2003 dem späteren UFC Middleweight Champion Rich Franklin seine erste Niederlage zu. Danach trat Machida dreimal bei K-1 an, wo er Michael McDonald, Sam Greco und am 26. März 2005 in Saitama BJ Penn besiegte. Nach Siegen beim Jungle Fight und gegen Vernon White in der World Fighting Alliance, gab Lyoto Machida am 3. Februar 2007 bei UFC 67 seinen erfolgreichen Einstand in der Ultimate Fighting Championship. Nach drei weiteren Siegen in der UFC, unter anderem gegen Kazuhiro Nakamura, kämpfte er am 24. Mai 2008 bei UFC 84 siegreich gegen Tito Ortiz. Beim nächsten Kampf, gegen Thiago Silva bei UFC 94 am 31. Januar 2009, wurde sein Sieg zum Knockout of the Night gekürt. Darauf trat er am 23. Mai 2009 bei UFC 98 zum Titelkampf um den Light Heavyweight Title gegen Rashad Evans an. Er besiegte Evans und konnte den Titel am 24. Oktober bei UFC 104 gegen Mauricio Rua zunächst verteidigen, doch im Rückkampf am 8. Mai 2010 bei UFC 113 unterlag Machida Rua durch Knockout und musste somit seine erste MMA-Niederlage verkraften.
Bei seinem nächsten Kampf, bei UFC 123 am 21. November 2010, verlor er gegen Quinton Jackson knapp nach Punkten. Am 30. April 2011 besiegte Machida bei UFC 129 Randy Couture in der 2. Runde durch einen spektakulären KO, woraufhin Couture seinen sportlichen Rückzug ankündigte. Im Dezember 2011 wurde Machida von Jon Jones durch einen Guillotine Choke in der 2. Runde besiegt. 2013 wechselte Machida ins Mittelgewicht, wo er nach Siegen gegen Mark Muñoz und Gegard Mousasi am 5. Juli 2014 bei UFC 175 zum Titelkampf gegen Chris Weidman antrat, diesen jedoch einstimmig nach Punkten verlor. Nach einem Sieg gegen CB Dollaway folgten vorzeitige Niederlagen gegen Luke Rockhold und Yoel Romero.
Im April 2016 wurde Machida bei einer Dopingkontrolle positiv auf ein Steroid getestet und für 18 Monate gesperrt. Nach seiner Sperre kämpfte Machida dreimal bei der UFC und gewann davon zwei Fights gegen Eryk Anders und Vitor Belfort und verlor einen gegen Derek Brunson.

## MMA-Statistik
| Ergebnis   | Profi-Rekord | Gegner                                          | Datum              | Veranstaltung                             | Methode                               | Runde | Zeit |
| ---------- | ------------ | ----------------------------------------------- | ------------------ | ----------------------------------------- | ------------------------------------- | ----- | ---- |
| Sieg       | 1-0          | Kengo Watanabe                                  | 2. Mai 2003        | NJPW Ultimate Crush                       | Punktentscheidung (einstimmig)        | 3     | 5:00 |
| Sieg       | 2-0          | „The American Psycho“ Stephan Bonnar            | 13. September 2003 | JF – Jungle Fight 1                       | TKO (Abbruch durch den Arzt)          | 1     | 4:21 |
| Sieg       | 3-0          | Rich „Ace“ Franklin                             | 31. Dezember 2003  | Inoki Bom-Ba-Ye 2003 – Inoki Festival     | TKO (Tritt gegen Kopf und Schläge)    | 2     | 1:03 |
| Sieg       | 4-0          | „Black Sniper“ Michael McDonald                 | 14. März 2004      | K-1 Beast 2004                            | Aufgabe (Forearm Choke)               | 1     | 2:30 |
| Sieg       | 5-0          | Sam Greco                                       | 22. Mai 2004       | K-1 MMA – Romanex                         | Punktentscheidung (geteilt)           | 3     | 5:00 |
| Sieg       | 6-0          | „The Prodigy“ B.J. Penn                         | 26. März 2005      | K-1 Hero’s 1                              | Punktentscheidung (einstimmig)        | 3     | 5:00 |
| Sieg       | 7-0          | Dimitri Wanderley                               | 29. April 2006     | JF – Jungle Fight 6                       | TKO (Erschöpfung)                     | 3     | 3:24 |
| Sieg       | 8-0          | Vernon „Tiger“ White                            | 22. Juli 2006      | WFA 4 – King of the Streets               | Punktentscheidung (einstimmig)        | 3     | 5:00 |
| Sieg       | 9-0          | „The Alaskan Assassin“ Sam Hoger                | 3. Februar 2007    | UFC 67 – All or nothing                   | Punktentscheidung (einstimmig)        | 3     | 5:00 |
| Sieg       | 10-0         | „The Headhunter“ David Heath                    | 21. April 2007     | UFC 70 – Nations collide                  | Punktentscheidung (einstimmig)        | 3     | 5:00 |
| Sieg       | 11-0         | „King Kaz“ Kazuhiro Nakamura                    | 22. September 2007 | UFC 76 – Knockout                         | Punktentscheidung (einstimmig)        | 3     | 5:00 |
| Sieg       | 12-0         | „The African Assassin“ Rameau Thierry Sokoudjou | 29. Dezember 2007  | UFC 79 – Nemesis                          | Aufgabe (Arm-Triangle Choke)          | 2     | 4:20 |
| Sieg       | 13-0         | „The Huntington Beach Bad Boy“ Tito Ortiz       | 24. Mai 2008       | UFC 84 – Ill Will                         | Punktentscheidung (einstimmig)        | 3     | 5:00 |
| Sieg       | 14-0         | Thiago Silva                                    | 31. Januar 2009    | UFC 94 – St. Pierre vs. Penn 2            | KO (Schläge)                          | 1     | 4:59 |
| Sieg       | 15-0         | Rashad „Suga“ Evans                             | 23. Mai 2009       | UFC 98 – Evans vs. Machida                | KO (Schläge)                          | 2     | 3:57 |
| Sieg       | 16-0         | Mauricio „Shogun“ Rua                           | 24. Oktober 2009   | UFC 104 – Machida vs. Shogun              | Punktentscheidung (einstimmig)        | 3     | 5:00 |
| Niederlage | 16-1         | Mauricio „Shogun“ Rua                           | 8. Mai 2010        | UFC 113 – Machida vs. Shogun 2            | KO (Schläge)                          | 1     | 3:35 |
| Niederlage | 16-2         | Quinton „Rampage“ Jackson                       | 20. November 2010  | UFC 123 – Rampage vs. Machida             | Punktentscheidung (geteilt)           | 3     | 5:00 |
| Sieg       | 17-2         | „The Natural“ Randy Couture                     | 30. April 2011     | UFC 129 – St. Pierre vs. Shields          | KO (Front Kick)                       | 2     | 1:05 |
| Niederlage | 17-3         | Jon „Bones“ Jones                               | 10. Dezember 2011  | UFC 140 – Jones vs. Machida               | Technische Aufgabe (Guillotine Choke) | 2     | 4:26 |
| Sieg       | 18-3         | Ryan „Darth“ Bader                              | 4. August 2012     | UFC on Fox 4 – Shogun vs. Vera            | KO (Schläge)                          | 2     | 1:32 |
| Sieg       | 19-3         | Dan „Hendo“ Henderson                           | 23. Februar 2013   | UFC 157 – Rousey vs. Carmouche            | Punktentscheidung (geteilt)           | 3     | 5:00 |
| Niederlage | 19-4         | „Mr. Wonderful“ Phil Davis                      | 3. August 2013     | UFC 163 – Aldo vs. Korean Zombie          | Punktentscheidung (einstimmig)        | 3     | 5:00 |
| Sieg       | 20-4         | „The Filipino Wrecking Machine“ Mark Muñoz      | 26. Oktober 2013   | UFC Fight Night 30 – Machida vs. Munoz    | KO (Schläge)                          | 1     | 3:10 |
| Sieg       | 21-4         | „The Dreamcatcher“ Gegard Mousasi               | 15. Februar 2014   | UFC Fight Night 36 – Machida vs. Mousasi  | Punktentscheidung (einstimmig)        | 5     | 5:00 |
| Niederlage | 21-5         | „All-American“ Chris Weidman                    | 5. Juli 2014       | UFC 175 – Machida vs. Weidman             | Punktentscheidung (einstimmig)        | 5     | 5:00 |
| Sieg       | 22-5         | „The Doberman“ C.B. Dollaway                    | 20. Dezember 2014  | UFC Fight Night 58 – Machida vs. Dollaway | TKO (Tritt gegen Körper & Schläge)    | 1     | 1:02 |
| Niederlage | 22-6         | Luke Rockhold                                   | 18. April 2015     | UFC on Fox 15 – Machida vs. Rockhold      | Aufgabe (Rear-Naked Choke)            | 2     | 2:31 |
| Niederlage | 22-7         | „Soldier of God“ Yoel Romero                    | 27. Juni 2015      | UFC Fight Night 70 – Machida vs. Romero   | KO (Ellbogen)                         | 3     | 1:38 |
| Niederlage | 22-8         | Derek Brunson                                   | 28. Oktober 2017   | UFC Fight Night 119 – Brunson vs. Machida | KO (Schläge)                          | 1     | 2:30 |
| Sieg       | 23-8         | Eryk „Ya Boy“ Anders                            | 3. Februar 2018    | UFC Fight Night 125 – Machida vs. Anders  | Punktentscheidung (geteilt)           | 5     | 5:00 |
| Sieg       | 24-8         | „The Phenom“ Vitor Belfort                      | 12. Mai 2018       | UFC 224 – Nunes vs. Pennington            | KO (Front Kick)                       | 2     | 1:00 |
| Sieg       | 25-8         | „The Blessed“ Rafael Carvalho                   | 15. Dezember 2018  | Bellator 213 – Macfarlane vs. Letourneau  | Punktentscheidung (einstimmig)        | 3     | 5:00 |
| Sieg       | 26-8         | „The American Gangster“ Chael Sonnen            | 14. Juni 2019      | Bellator 222 – MacDonald vs. Gracie       | TKO                                   | 2     | 0:22 |
| Niederlage | 26-9         | Gegard Mousasi                                  | 28. September 2019 | Bellator 228 - Pitbull vs. Archuleta      | Punktentscheidung (geteilt)           | 3     | 5:00 |
| Niederlage | 26-10        | Phil Davis                                      | 11. September 2020 | Bellator Davis vs. Machida 2              | Punktentscheidung (geteilt)           | 3     | 5:00 |
| Niederlage | 26-11        | „Darth“ Ryan Bader                              | 9. April 2021      | Bellator Bader vs. Machida 2              | Punktentscheidung (geteilt)           | 5     | 5:00 |